# 沉默风暴
《沉默风暴》於1989年8月9日發行，是太極樂隊第五張粵語專輯。

## 介紹
- 本張專輯的代表作是《留住我吧》。
- 創作班子方面，出自太極御用填詞人因葵[1]的作品僅占三首，而由太極全體一同作曲的歌曲則有四首，分別是《通緝者》、《亞基拉》、《留住我吧》以及《我得到》。
- 本专辑中的《留恋》上一张专辑《想》中的《留恋》只是同名，旋律與歌詞均不同，這次是周礼茂作词，前次是因葵作词。[1]

## 曲目[1][2][3]
| 次序 | 歌名               | 填詞   | 作曲     | 備註                                               |
| ---- | ------------------ | ------ | -------- | -------------------------------------------------- |
| 1.   | 亞基拉             | 因葵   | 太極樂隊 | 《亞基拉》是日本動畫電影《亞基拉》香港版本主題曲。 |
| 2.   | 沉默風暴           | 潘偉源 | 雷有輝   | 無綫電視劇集《大城小警》主題曲                     |
| 3.   | 留住我吧           | 潘源良 | 太極樂隊 |                                                    |
| 4.   | 莫負青春           | 因葵   | 盛旦華   | 香港電台「太陽計劃」該年度主題曲                   |
| 5.   | 青春潮流           | 因葵   | 劉賢德   |                                                    |
| 6.   | 通緝者             | 林振強 | 太極樂隊 | 無綫電視劇集《天變》主題曲                         |
| 7.   | 我得到             | 林振強 | 太極樂隊 |                                                    |
| 8.   | 作弄               | 蔡艷冰 | 雷有曜   | 無綫電視劇集《天變》插曲                           |
| 9.   | 你滿意嗎           | 潘偉源 | 鄧建明   |                                                    |
| 10.  | 留戀（1989年版本） | 周禮茂 | 雷有曜   |                                                    |

## 版本
- CD[3]
- 錄音帶[4]
- 黑膠唱片[5]

## 獎項
- 《留住我吧》： 1990年度十大中文金曲頒獎典禮「最佳作曲獎」[1]